# غاري دوبرمان
غاري دوبرمان (بالإنجليزية: Gary Dauberman)‏ هو مخرج وكاتب سيناريو أمريكي

## حياته الشخصية
هو يعتنق الديانة المسيحية.

## أعماله
من أبرز أعماله هو فيلم الراهبة